# Гаврилов, Павел Михайлович
Па́вел Михайлович Гаври́лов (р. 1954) — советский воднолыжник. Двукратный чемпион СССР по водным лыжам (1976, 1979).

## Биография
Занимался в Обнинске в воднолыжной секции Физико-энергетического института, тренер — Суньят Рахматуллин.
Двукратный чемпион СССР (1976, 1979), серебряный призёр чемпионата СССР (1977, 1978).